# Vedano Olona

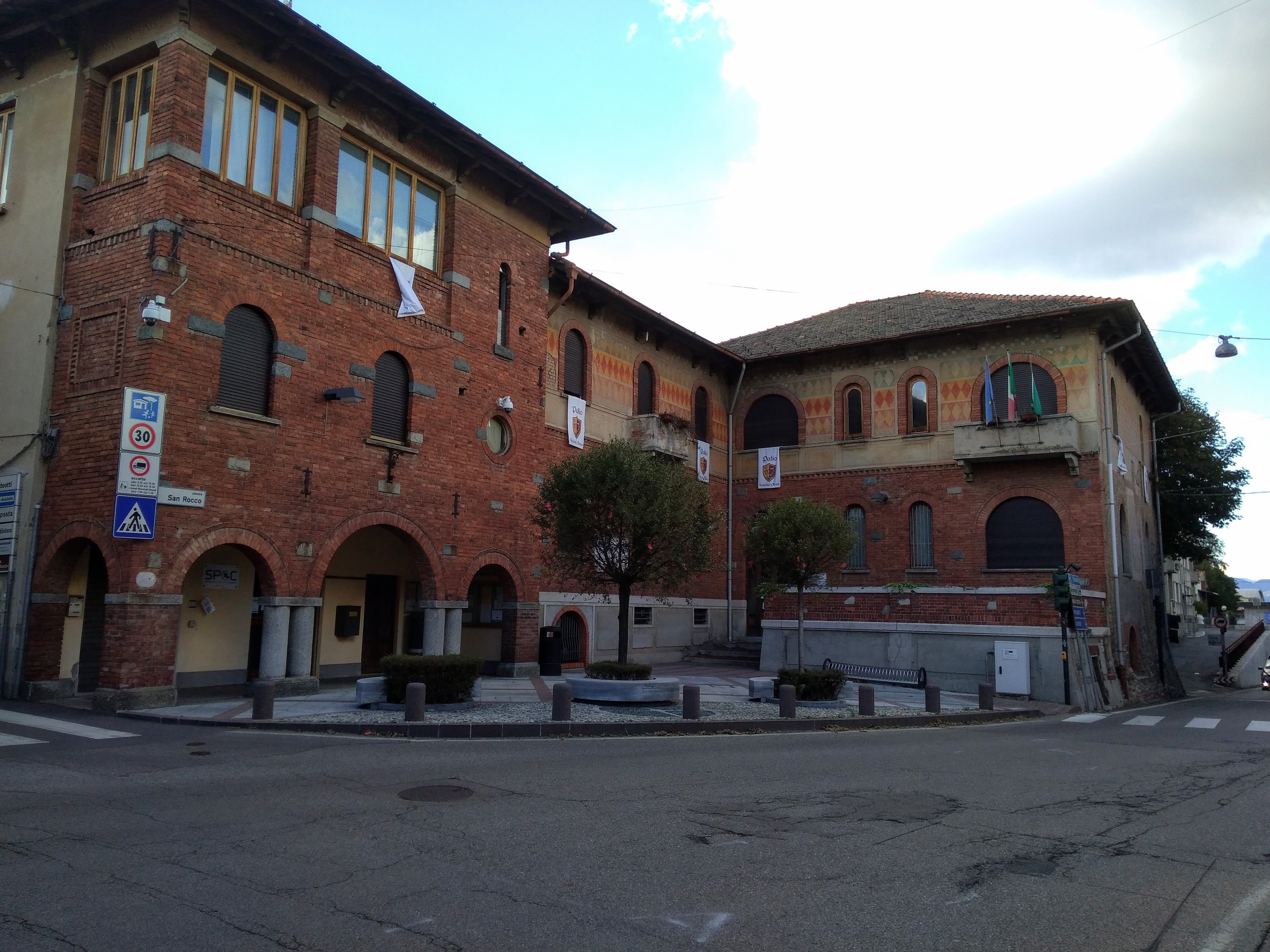
Palast Odescalchi (Gemeindehaus)

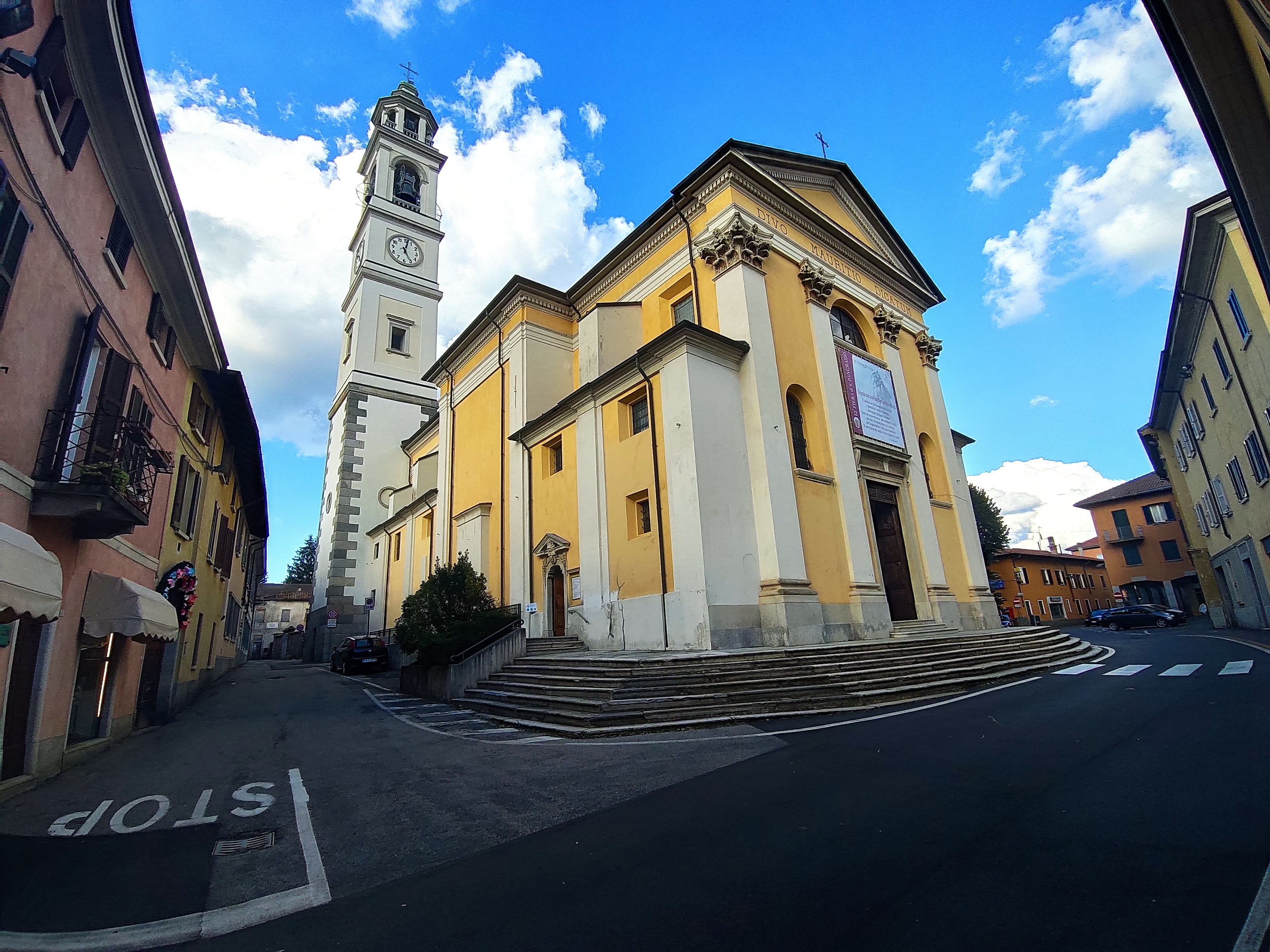
Pfarrkirche San Maurizio

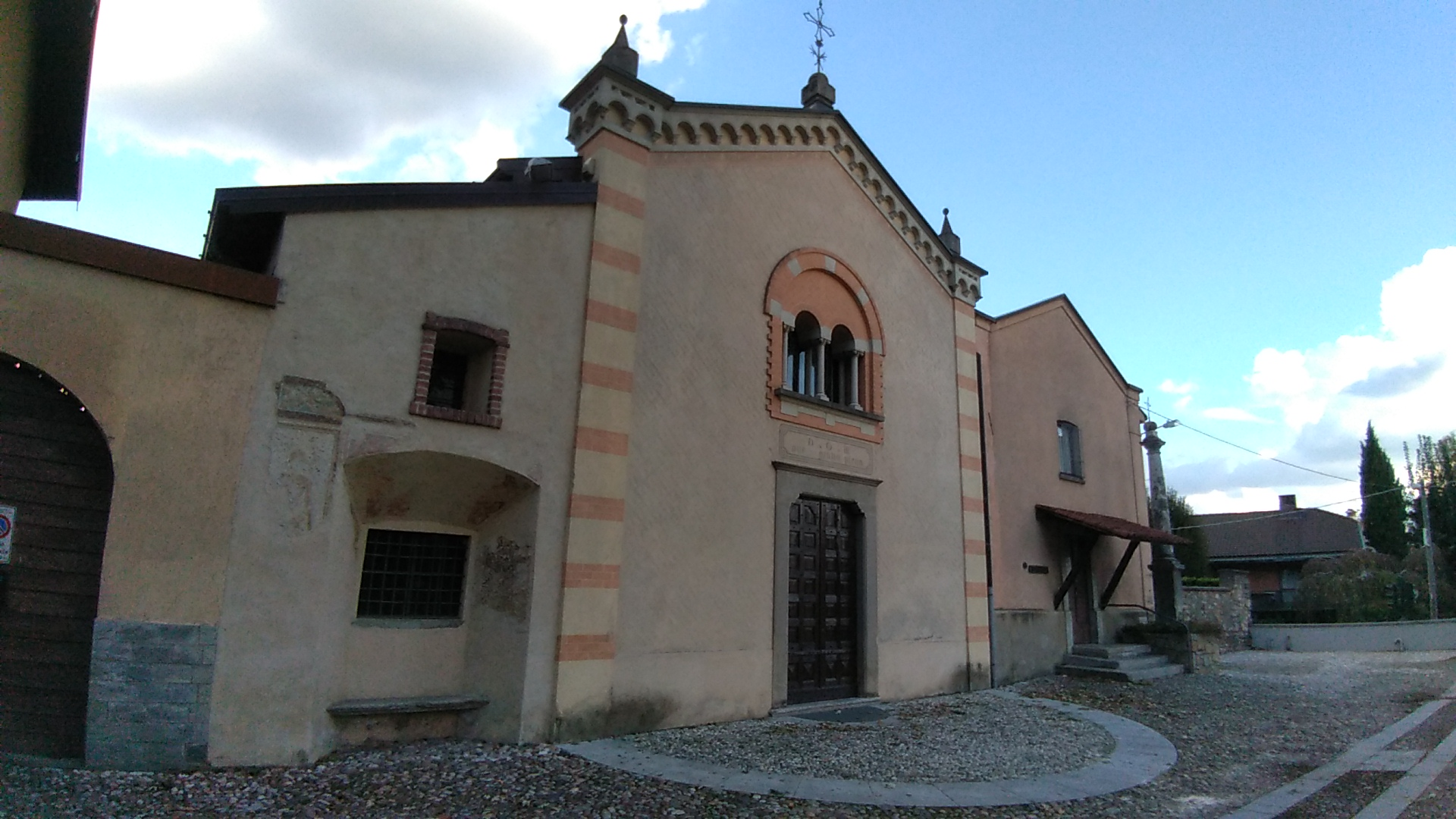
Kirche San Pancrazio

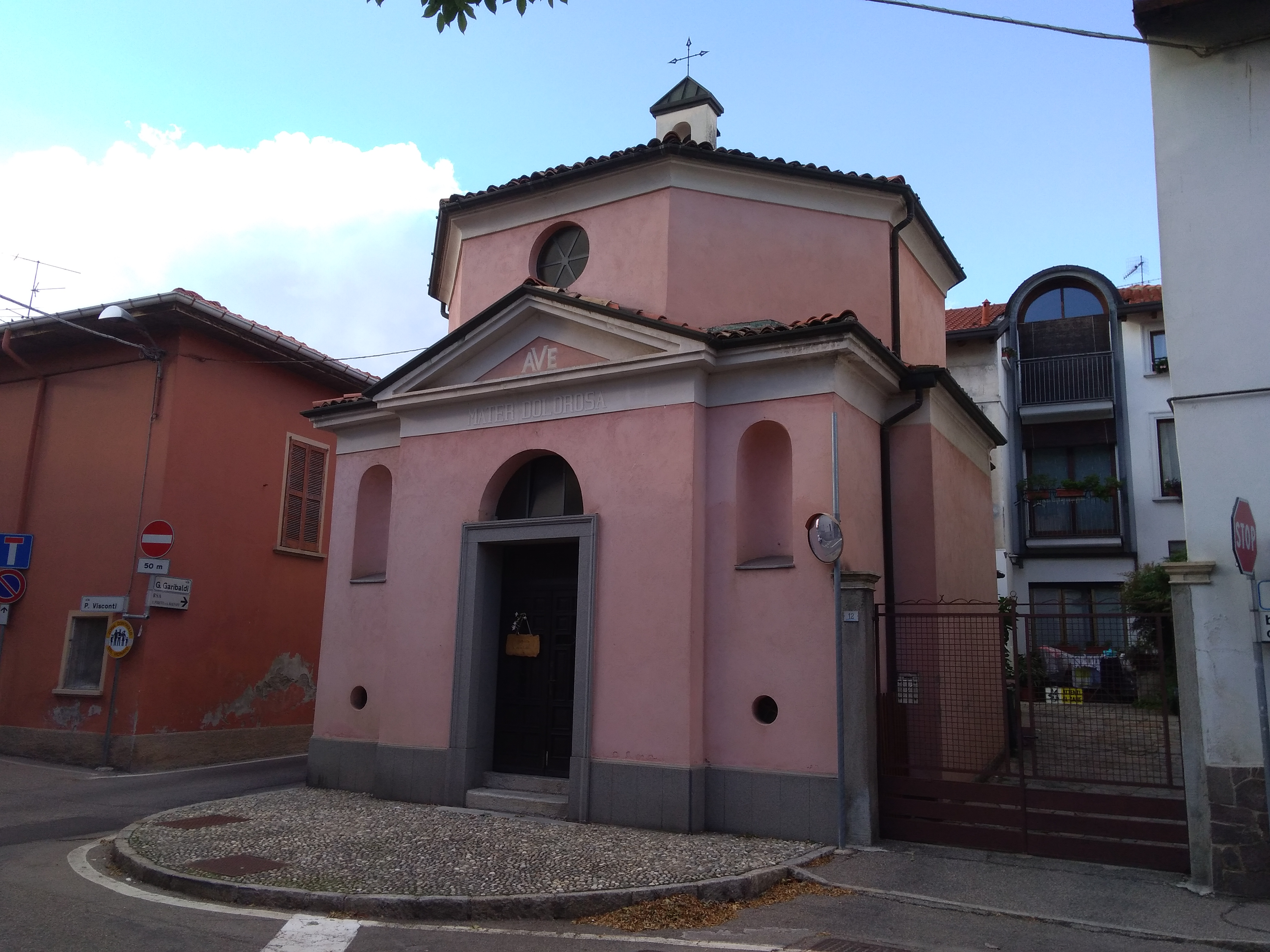
Kirche Beata Vergine Addolorata alla Vela

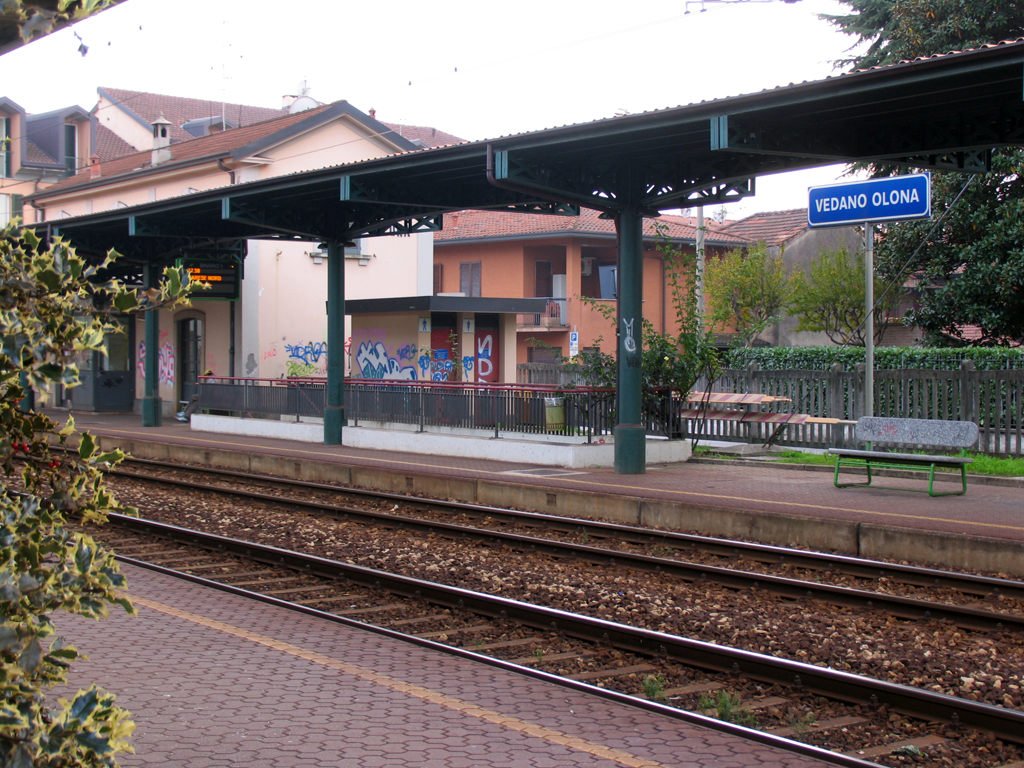
Bahnhof Vedano Olona

Vedano Olona ist eine Gemeinde (comune) in der Provinz Varese in der Lombardei.

## Geographie
Die Gemeinde liegt etwa 6 Kilometer südöstlich von Varese am Parco Pineta di Appiano Gentile und bedeckt eine Fläche von 7 km². Zu Vedano Olona gehören die Fraktionen Vela, Baraggia, Fondo Campagna, Fontanelle, Careno, Lazzaretto-Cascina Pella und Vigna-Tronno. Die Nachbargemeinden sind Binago (CO), Castiglione Olona, Lozza, Malnate, Varese und Venegono Superiore. Durch die Gemeinde fließt die Olona.

## Geschichte
Der eindeutige lateinische Ursprung des Namens deutet auf eine gefestigte römische Präsenz auf dem Gebiet der Gemeinde hin. Vedano liegt nämlich auf einer Terrasse am linken Ufer des Flusses Olona, zwischen zwei römischen Straßen: der Via Mediolanum-Bilitio, die in Porta Giovia begann und in Varese endete, mit zwei Berührungspunkten mit dem Gebiet von Vedano (bei Cascina Ronco und Ponte di Vedano), und der Straße Como-Varese, die durch Binago, Concagno und Malnate führte. Wahrscheinlich befand sich hier, losgelöst von der Talsohle und nicht sehr günstig für die Entwicklung von Siedlungen, aber in der Nähe der Verkehrswege, eine der vielen landwirtschaftlichen Agglomerationen, die die Ebene in der Römerzeit bevölkerten.
Diese erste Siedlung bildete die Keimzelle des späteren Dorfes, dessen Existenz im Mittelalter durch mehrere Dokumente belegt ist. Giorgio Giulini erinnert insbesondere daran, wie die Einwohner von Vedano im Jahr 1121 den Binaghesi zu Hilfe kamen, die von den Comaschi angegriffen und ebenfalls in die Flucht geschlagen" worden waren. Die romanische Kirche S. Pancrazio könnte aus dem 10. Jahrhundert stammen, und im selben Jahrhundert gab es in Vedano zwei Häuser der Umiliati, religiöse Mönche und Wollarbeiter, deren Name im 13. und 14. Jahrhundert zum Synonym für gute Stoffe wurde.
Während der spanischen Besatzung fand die Belehnung von Vedano statt, dessen Ländereien am 3. April 1648 endgültig an den Senator Giacinto Arrigoni übergingen. Da die Feudalkonzession in der spanischen Regierung es dem Herrn erlaubte, das gesamte Lehen zu besitzen, begann die Adelsfamilie Odescalchi um 1622, den gesamten Vedano-Besitz zu erwerben und wurde zu den größten Landbesitzern, wie das Grundbuch von 1753 belegt. Der Palast, Wohnsitz der mächtigen Familie, wurde 1933 renoviert und zum Sitz der Stadtverwaltung. Die bedeutendste Persönlichkeit der Familie war Benedetto Odescalchi, der Papst Innozenz XI. wurde und 1956 seliggesprochen wurde.
Ende des 19. Jahrhunderts war auch Vedano an der industriellen Entwicklung beteiligt: 1873 gab es zwei Spinnereien und drei Fabriken entlang des Flusses Olona. Die Einwohner arbeiteten jedoch hauptsächlich in den Fabriken von Varese und im Olonatal, wenn sie nicht auswanderten, um der Armut zu entkommen (allein 1901 wanderten 400 Personen aus Vedano aus, hauptsächlich in die Schweiz und nach Deutschland). Im Jahr 1924 wurde die Gemeinde in den Bezirk Varese der Provinz Como eingegliedert. Nach der Gemeindereform von 1926 wurde die Gemeinde von einem Podestà verwaltet. Im Jahr 1927 wurde die Gemeinde der Provinz Varese zugeschlagen. Nach der Gemeindereform von 1946 wurde die Gemeinde Vedano Olona von einem Bürgermeister, einer Junta und einem Gemeinderat verwaltet. Im Jahr 1971 hatte die Gemeinde Vedano Olona eine Fläche von 712 Hektar.

## Bevölkerung

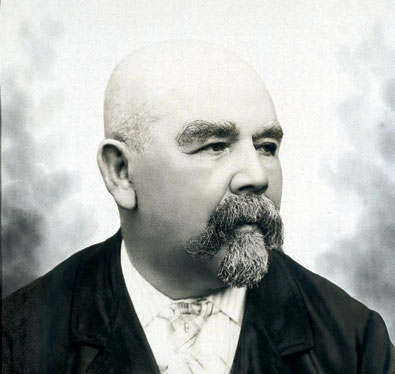
Angelo Poretti

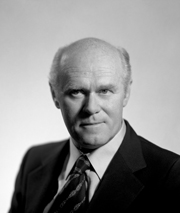
Augusto Talamona

| Bevölkerungsentwicklung | Bevölkerungsentwicklung | Bevölkerungsentwicklung | Bevölkerungsentwicklung | Bevölkerungsentwicklung | Bevölkerungsentwicklung | Bevölkerungsentwicklung | Bevölkerungsentwicklung | Bevölkerungsentwicklung | Bevölkerungsentwicklung | Bevölkerungsentwicklung | Bevölkerungsentwicklung | Bevölkerungsentwicklung | Bevölkerungsentwicklung | Bevölkerungsentwicklung | Bevölkerungsentwicklung |
| ----------------------- | ----------------------- | ----------------------- | ----------------------- | ----------------------- | ----------------------- | ----------------------- | ----------------------- | ----------------------- | ----------------------- | ----------------------- | ----------------------- | ----------------------- | ----------------------- | ----------------------- | ----------------------- |
| Jahr                    | 1751                    | 1805                    | 1853                    | 1871                    | 1881                    | 1901                    | 1921                    | 1951                    | 1971                    | 1991                    | 2001                    | 2011                    | 2017                    | 2021                    |                         |
| Einwohner               | 707                     | 1273                    | *1724                   | 1953                    | 1840                    | 2223                    | 2946                    | 3805                    | 5575                    | 6743                    | 6994                    | 7301                    | 7400                    | 7292                    |                         |

- 1809 Fusion mit Venegono

## Religion
Die Pfarrkirche St. Mauritius (San Maurizio) und die Filialkirche St. Pankratius (San Pancrazio) gehören zum Dekanat Tradate des Erzbistums Mailand.

## Verkehr
Durch Vedano Olona führt die Bahnstrecke Saronno–Laveno, an der auch ein Bahnhof besteht. Begrenzt wird die Gemeinde im Westen durch die frühere Staatsstraße 233 (jetzt Provinzstraße) und im Nordosten durch die Staatsstraße 342.

## Sehenswürdigkeiten
- Pfarrkirche San Maurizio. Die Fassade der Kirche ist durch vier korinthische Pilaster, die das Tympanon stützen, in drei Abschnitte unterteilt; in der Mitte befindet sich das Eingangsportal, über dem sich ein halbrundes Fenster befindet, während sich an den Seiten zwei kleine Rundbogenfenster befinden. Das Innere des Gebäudes besteht aus einem einzigen Schiff, das von den Seitenkapellen überragt wird; das Presbyterium befindet sich am Ende der Halle und wird von der Apsis abgeschlossen. Wertvolle Werke, die hier erhalten sind, sind der Hochaltar mit Darstellungen des Heiligen Mauritius, des Heiligen Alexander und der Kreuzigung Christi, der angrenzende Tabernakel mit zwei Engelsfiguren, die Medaillons des Gewölbes mit Heiligenbildern und die Nebenaltäre des Heiligen Karl Borromäus, der Schmerzensmutter von 1683, des Heiligen Herzens, des Heiligen Josef und des Heiligen Antonius von Padua.
- Kleine romanische Kirche San Pancrazio erstmals erwähnt im 10. Jahrhundert, bewahrt am Hochaltar ein Fresko (Ende 15. Jahrhundert)
- Kirche San Rocco
- Kirche Beata Vergine Addolorata della Vela.

## Persönlichkeiten
- Angelo Poretti (* 19. Juni 1829 in Vedano Olona; † 20. Oktober 1901 in Varese), Brauer und Unternehmer, Gründer der Brauerei Angelo Poretti.
- Augusto Talamona (* 11. April 1920 in Vedano Olona; † 6. Juli 1980 in Rom), Politiker, Partito Socialista Italiano, Mitglied des Italienischen Senats, Vertreter der Parlamentarischen Versammlung des Europarates (1972–1976) (1980–1980).